# Coppa del mondo di marcia 1987
La Coppa del mondo di marcia 1987 (1987 IAAF World Race Walking Cup) si è svolta a New York, negli Stati Uniti d'America, il giorno 3 maggio.

## Medagliati

### Uomini
| Specialità     | Oro               | Prestazione | Argento         | Prestazione | Bronzo           | Prestazione |
| 20 km          | Carlos Mercenario | 1h19'24"    | Viktor Mostovik | 1h19'32"    | Anatolij Gorškov | 1h20'04"    |
| 50 km          | Ronald Weigel     | 3h42'26"    | Hartwig Gauder  | 3h42'52"    | Dietmar Meisch   | 3h43'14"    |
| Gara a squadre | Unione Sovietica  | 607 pt.     | Italia          | 569 pt.     | Germania Est     | 518 pt.     |

### Donne
| Specialità     | Oro              | Prestazione | Argento         | Prestazione | Bronzo      | Prestazione |
| 10 km          | Ol'ga Krištop    | 43'22"      | Irina Strachova | 43'35"      | Jin Bingjie | 43'45"      |
| Gara a squadre | Unione Sovietica | 203 pt.     | Spagna          | 174 pt.     | Australia   | 167 pt.     |